# Billy-sous-Mangiennes
Billy-sous-Mangiennes es una comuna francesa situada en el departamento de Mosa, en la región de Gran Este.

## Demografía
| 452 | 394 | 383 | 366 | 355 | 297 | 369 |
| Para los censos de 1962 a 1999 la población legal corresponde a la población sin duplicidades (Fuente: INSEE [Consultar]) |     |     |     |     |     |     |